# Arbeitsgemeinschaft Erwin von Beckerath
Die Arbeitsgemeinschaft Erwin von Beckerath war ein privater Kreis deutscher liberaler Ökonomen, die 1943 und 1944 konspirativ Konzepte für eine Wirtschaftsordnung für die Zeit nach dem Zweiten Weltkrieg entwarfen. Die Überlegungen dieser Gruppe flossen nach dem Krieg in die Konzeption der Sozialen Marktwirtschaft ein.
Die Tätigkeit der Arbeitsgemeinschaft Volkswirtschaftslehre, die zu der von Jens Jessen geleiteten Klasse IV der Akademie für Deutsches Recht gehörte, wurde im März 1943 als „nicht kriegswichtig“ eingestellt. Daraufhin arbeitete diese Arbeitsgemeinschaft inoffiziell weiter, wobei der Name des bisherigen Vorsitzenden als Bezeichnung diente. Die "Arbeitsgemeinschaft Erwin von Beckerath" wurde von ihren Mitgliedern auch „Freiburger Kreis“ genannt, da die Sitzungen – abgesehen von dem vorbereitenden Treffen im Rhöndorfer Hotel Wolkenburg – in der Regel in Freiburg im Breisgau stattfanden. Später wurde der Kreis in der Historiographie genauer als „Dritter Freiburger Kreis“ bezeichnet, um ihn von dem personell und thematisch weiter gefassten Freiburger Kreis (NS-Zeit) zu unterscheiden.
Das Ziel der Arbeitsgemeinschaft war es, eine Wirtschaftsordnung für die Zeit nach dem Zweiten Weltkrieg zu entwerfen. Die zahlreichen Dokumente ihrer Tätigkeit wurden im Jahre 1986 herausgegeben.
Abgesehen von dem Vorsitzenden Erwin von Beckerath wirkten in diesem Kreis vor allem die drei Freiburger Nationalökonomen Constantin von Dietze, Walter Eucken und Adolf Lampe mit, sodann besonders aus Jena Franz Böhm und Erich Preiser, aus Marburg Gerhard Albrecht und aus Köln Theodor Wessels. Lampe war der Schriftführer und unermüdliche Organisator des Kreises. Als er und von Dietze im Anschluss an den 20. Juli 1944 von der Gestapo inhaftiert wurden, endete die Tätigkeit des Kreises. 
In gewisser Hinsicht fand der Kreis im Jahre 1948 eine Fortsetzung durch den Wissenschaftlichen Beirat bei der Verwaltung für Wirtschaft des Vereinigten Wirtschaftsgebietes, später des Bundeswirtschaftsministeriums, zumal Erwin von Beckerath auch dieses Gremium leitete.
Die Kreise aus der Kriegszeit sind nicht mit dem sog. Freiburger Kreis der Liberalen der BRD in den 1970er Jahren zu verwechseln.